# Basegi
Basegi (Russisch: Басеги) is een bergrug in de Centrale Oeral in het interfluvium tussen de Oesva en haar zijrivier de Vilva in het oosten van de Russische kraj Perm. De Basegi heeft een lengte van ongeveer 30 kilometer met een hoogte tot 994,7 meter (Sredni Baseg), waarmee het de hoogste bergformatie is van het westelijke deel van de Centrale Oeral. De belangrijkste toppen zijn naast de Sredni Baseg de Severny Baseg (952 m) en de Joezjny Baseg (851 m). De onderverdeling in meerdere pieken is ontstaan door denudatie. De belangrijkste reliëfvormende processen zijn nu verwering, watererosie en massabeweging. De bergrug wordt meestal halverwege oktober bedekt met sneeuw met de grootste accumulatie van sneeuw in maart en ontdooit meestal in april of mei, al veranderen deze data met de tijd.
De bergrug wordt gevormd door een complex van micase kwartsiet, fylliet en ander metamorfe gesteenten uit het geologische tijdperk Ordovicium. De hellingen zijn bedekt met taigabossen (spar en zilverspar), met aan de toppen alpine toendra met her en der verspreide rotsen en eilandbergen (останцы).
De Osljanka, het hoogste punt van de Centrale Oeral, ligt in de buurt van de bergrug.
Het gebied is in trek bij toeristen vanwege de karakteristieke vormen van de Basegi en de Osljanka. Sinds 10 oktober 1982 is rond de bergformatie het natuurreservaat zapovednik Basegi ingesteld met een oppervlakte van ongeveer 213 km².